# Интракранијални притисак
Интракранијални притисак (ИКП) је притисак који врши цереброспинална течност (ЦСТ) унутар лобање и на мождано ткиво. ИКП се мери у милиметрима живе (ммХг) и у мировању је нормално 7-15 mmHg за одраслу особу која лежи на леђима. Ово је једнако 9–20 cmH2O, што је уобичајена скала која се користи за лумбалне пункције. Тело има различите механизме помоћу којих одржава ИКП стабилним, при чему притисци ЦСТ варирају за око 1 mmHg код нормалних одраслих особа кроз промене у производњи и апсорпцији ЦСТ.
Промене у ИКП се приписују променама запремине једног или више састојака садржаних у лобањи. Показало се да на притисак ликвора утичу нагле промене унутаргрудног притиска током кашља (који је изазван контракцијом мишића дијафрагме и трбушног зида, од којих овај последњи такође повећава унутартрбушни притисак), Валсалва маневар и комуникација са васкулатуром (венским и артеријским системима).
Интракранијална хипертензија (ИКХ) и повишен ИКП односи се на пораст притиска у лобањи који је већи од 20–25 mmHg (који се сматра горњом границом нормале). ИКП изнад ове вредности захтева лечење, мада је уобичајено да се као праг за почетак лечења користи и вредност ИКП већа од 15 mmHg.

## Етиологија абнормалног ИКП

### Повећан ИКП
Узроци повећаног интракранијалног притиска могу се класификовати у односу на механизм  повећања ИКП, као:
- Ефекат масе као што су тумор на мозгу, инфаркт са едемом, контузије, субдурални или епидурални хематом или апсцеси мозга. Сви имају тенденцију да деформишу структуре мозга.
- Генерализовано отицање мозга које се може  јавити у стањима исхемијске аноксије, акутне инсуфицијенције јетре ,  хипертензивне енцефалопатије , хиперкарбије ( хиперкапније ) и Реиеовог хепатоцеребралног синдрома . Ова стања имају тенденцију да смање церебрални перфузиони притисак, али уз минималне промене ткива.
- Повећање венског притиска које може бити последица тромбозе венског синуса , срчане инсуфицијенције или опструкције горњих медијастиналних или југуларних вена
- Опструкција протока и/или апсорпције ЦСТ може се јавити код хидроцефалуса (блокада у коморама или субарахноидном простору у бази мозга, нпр. због Арнолд-Цхиари малформације), екстензивне менингеалне болести (нпр. инфекција , карцином , гранулом или крварење ), или опструкција у церебралним конвексима и супериорном сагиталном синусу (смањена апсорпција).
- Повећана производња ЦСТ може се јавити код менингитиса , субарахноидалног крварења или тумора хороидног плексуса.
- Краниосиностоза која се карактерише патолошком превременом фузијом једне или више кранијумских сутура (шавова) услед чега долази до настанка абнормалног облика лобање. Као последица деформитета лобање проузроковани краниосиностозом, може настати краниостеноза, са пратећим деформитетима лобање.[3]
- Идиопатски или непознати узрок ИКХ ( идиопатска интракранијална хипертензија) који је чест узрок код иначе здравих људи, посебно код млађих жена.[4]
- Повреда главе која је један од најштетнијих аспеката ИКХ, која доводи до интракранијалног хематома или церебралног едема, и може оштетити мождано ткиво, померити мождане структуре, допринети хидроцефалусу , изазвати хернијацију мозга и ограничити доток крви у мозак.[5]

ИКП ће врло вероватно изазвати озбиљну штету ако порасте превисоко.  Веома високи интракранијални притисци су обично фатални, нароћито ако су продуженог трајања, мада је утврђено да деца могу толерисати веће притиске дуже време.  ИКХ може бити и узрок рефлексне брадикардије. 

#### Интракранијална хипертензија изазвана лековима
Интракранијална хипертензија изазвана лековима  је стање у коме је лек главни узрок.  Ово стање је слично идиопатској интракранијалној хипертензији, међутим етиологија у овом случају је лек.   
Најчешћи симптоми су: 
- главобоља,
- пулсирајући тинитус,
- диплопија,
- оштећење видне оштрине .

Једини видљиви знаци стања могу бити едем папиле и билатерална парализа шестог кранијалног нерва (абдуценса) . 

### Низак ИКП
Спонтана интракранијална хипотензија може настати као резултат скривеног цурења ликвора на нивоу кичме, у другу телесну шупљину. Чешће, смањени ИКП је резултат лумбалне пункције или друге медицинске процедуре која укључује кичмену мождину. Постоје различите технологије медицинског снимања које помажу у идентификацији узрока смањеног ИКП-а. Често је синдром самоограничавајући, посебно ако је резултат медицинске процедуре.  
Ако је упорна интракранијална хипотензија резултат лумбалне пункције, може се ставити крвни фластер да би се затворило место цурења ЦСТ. Предложени су различити медицински третмани; само се интравенозно давање кофеина и теофилина показало посебно корисним. 
Дијагностички критеријуми трећег издања Међународне класификације поремећаја главобоље  за спонтану интракранијалну хипотензију укључују сваку главобољу која се приписује ниском притиску ликвора (низак притисак отварања ликвора) или цурењу ликвора (доказ цурења ликвора на снимку). Даље, главобоља мора имати временску везу са ниским притиском или цурењем ЦСТ и главобоља се не може боље објаснити другом дијагнозом ИЦХД. Коначни критеријуми су да у ретким случајевима спонтане интракранијалне хипотензије без присутне главобоље, присутни неуролошки симптоми морају бити приписани ниском ЦСФ или објашњени дијагнозом спонтане интракранијалне хипотензије. 

## Патофизиологија
Мождани перфузиони притисак (МПП), притисак крви која тече у мозак, је обично прилично константан због ауторегулације, али за абнормални средњи артеријски притисак (САП) или абнормални ИЦП церебрални перфузиони притисак се израчунава одузимањем интракранијалног притиска од средњег артеријски притисак:   
МПП = САП − ИКП,   
где је:  
МПП - мождани перфузиони притисак  
САП - средњи артеријски притисак   
ИКП - интракранијални притисак  
Једна од главних опасности повећаног ИКП  је та да може изазвати исхемију смањењем МПП Када се ИКП приближи нивоу средњег системског притиска, церебрална перфузија опада. Одговор тела на пад МПП је подизање системског крвног притиска и ширење можданих крвних судова . Ово доводи до повећања запремине церебралне крви, што повећава ИКП, додатно снижавајући МПП и изазивајући тиме зачарани круг. Ово доводи до широко распрострањеног смањења церебралног тока и перфузије, што на крају резултује исхемијом и инфаркта мозга. Повећани крвни притисак такође може довести до бржег интракранијалног крварења  повећавајући ИКП.  
Јако повишен ИКП, ако је узрокован једностраном лезијом која заузима простор (нпр. хематом ), може довести до померања средње линије, опасног заплета у коме се мозак помера на једну страну као резултат масивног отока у хемисфери мозга. Померање средње линије може компримовати функцију можданих комора и довести до хидроцефалуса. 

### Монро-Келијева хипотеза
Однос притиска и запремине између ИКП, запремине ЦСТ, крви и можданог ткива и церебралног перфузионог притиска (МПП) је познат као Монро-Келијева доктрина или хипотеза.
Монро-Келијева хипотеза каже...да је лобањски одељак нееластичан и да је запремина унутар лобање фиксирана. Лобања и њени састојци (крв, ЦСТ и мождано ткиво) стварају стање равнотеже запремине, тако да свако повећање запремине једног од кранијалних састојака мора бити надокнађено смањењем запремине другог.
Главни пуфери за повећане запремине укључују ЦСТ и, у мањој мери, запремину крви. Ови пуфери реагују на повећање запремине преосталих интракранијалних састојака. На пример, повећање запремине лезије (нпр. код епидуралног хематома) биће надокнађено померањем ЦСТ и венске крви надоле.  Поред тога, постоје неки докази да само мождано ткиво може да обезбеди додатни пуфер за повишен ИКП у околностима акутног интракранијалног ефекта масе путем регулације запремине ћелије. 
Монро-Келијева хипотеза је добила име по докторима из Единбурга Александру Монру и Џорџу Келију.

## Клиничка слика повишеног ИКП
Генерално, симптоми и знаци који указују на повећање ИКП  укључују главобољу , повраћање без мучнине , очне парализе , измењен ниво свести , бол у леђима и едем папиле. Ако је едем папиле дуготрајан, може довести до поремећаја вида, оптичке атрофије и на крају слепила. Главобоља је класично јутарња главобоља која може пробудити особу. Мозак је релативно слабо снабдевен кисеоником као резултат благе хиповентилације током сати спавања што доводи до хиперкапније и вазодилатације . Мождани едем се може погоршати током ноћи због лежећег положаја. Главобоља је јача при кашљању, кијању или савијању и прогресивно се погоршава током времена. Такође може доћи до промена личности или понашања.  
Поред наведеног, ако је присутан ефекат масе са резултујућим померањем можданог ткива, додатни знаци могу укључивати проширење зеница,  парализу абдуценс и Кушингову тријаду (која укључује повећан систолни крвни притисак, проширени пулсни притисак, брадикардију и абнормални респираторни образац).  Код деце, низак број откуцаја срца посебно указује на висок ИКП. 
Синдром интракранијалне хипертензије поред повишеног ИКП  карактерише: 
- едем папиле,
- главобоља са повременом парезом абдуценсног нерва,
- одсуство лезије која заузима простор или повећања можданих комора,
- нормални хемијским и хематолошким састојцима цереброспиналне течности .

Неправилно дисање се јавља када повреде делова мозга омета респираторну стимулацију. Јавља се Биотово дисање, у коме је дисање убрзано током неког периода, а затим изостаје. Јавља се због повреде можданих хемисфера или диенцефалона.  Хипервентилација може настати када је оштећено мождано стабло или тегментум мозга. 
По правилу:
- пацијенти са нормалним крвним притиском задржавају нормалну будност са ИКП од 25–40 mmHg (осим ако се ткиво не помера у исто време),
- kада ИКП пређе 40–50 mmHg, МПП и церебрална перфузија се смањују до нивоа који доводи до губитка свести.
- свако даље повећање ИКП довешће до инфаркта мозга и мождане смрти.

Код одојчади и мале деце, ефекти ИКП се разликују јер  њихови кранијални шавови нису затворили, што омогућава ширење мождане масе. Зо пре свега код одојчади, омогућавају фонтанеле (меке тачке на глави где се кости лобање још нису спојиле) које се избоче када ИКП постане превисок.  
Ико ИКП корелира са унутарочни (интраокуларни) притиском (УОП), недостаје му тачност неопходна да УОП послужи за пажљиво управљање интракранијалним притиском у акутном посттрауматском периоду. 
Едем оптичког диска (оток оптичког диска) може бити поуздан знак повишеног ИКП. За разлику од других стања која могу довести до отицања оптичког диска, у случају едема папиле вид може остати непромењен. 

## Дијагноза
Најдефинитивнији начин мерења интракранијалног притиска је помоћу претварача смештених у мозгу. Катетер се може хируршки уметнути у једну од бочних комора мозга и може се користити за дренирање ЦСТ (цереброспиналне течности ) како би се смањио ИКП. Овај тип дрена је познат као спољни вентрикуларни дрен (СВД).  Ово је ретко потребно изван подешавања за повреде мозга и операције мозга.  
У ситуацијама када треба дренирати само мале количине ликвора да би се смањио ИКП (нпр. код идиопатске интракранијалне хипертензије), дренажа ликвора путем лумбалне пункције може се користити као третман. Проучава се неинвазивно мерење интракранијалног притиска.

## Терапија
Лечење ИКП зависи од узрока. Поред лечења основних узрока, главна разматрања у акутном лечењу повећаног ИКП-а односе се на лечење можданог удара и церебралне трауме.  
За дуготрајне или хроничне облике повишеног ИКП, посебно код идиопатске интракранијалне хипертензије (ИКХ), користи се специфична врста диуретика (ацетазоламид).   
У случајевима потврђене неоплазме мозга, дексаметазон се даје за смањење ИКП. Иако је тачан механизам непознат, тренутна истраживања показују да је дексаметазон способан да смањи садржај перитуморалне воде и локални притисак у ткиву како би смањио ИКП.

### Вештачко дисање
Код људи који имају висок ИКП због акутне повреде, посебно је важно осигурати адекватан дисајни пут, дисање и оксигенацију. Неадекватни нивои кисеоника у крви ( хипоксија ) или претерано високи нивои угљен-диоксида ( хиперкапнија ) узрокују ширење церебралних крвних судова, повећавајући доток крви у мозак и изазивајући пораст ИКП.  Неадекватна оксигенација такође тера мождане ћелије да производе енергију користећи анаеробни метаболизам, који производи млечну киселину и снижава пХ вредност, такође проширујући крвне судове и погоршавајући проблем.  Супротно томе, крвни судови се сужавају када су нивои угљен-диоксида испод нормалног, тако да хипервентилација особе са респиратором или маском са вентилом и врећицом може привремено смањити ИКП. Хипервентилација је раније била део стандардног лечења трауматских повреда мозга, али када је утврђено да због индукције констрикције крвних судова ограничава доток крви у мозак (у време када је мозак већ можда исхемијски)  више се не користи у широкој употреби.  Штавише, мозак се прилагођава новом нивоу угљен-диоксида након 48 до 72 сата хипервентилације, што би могло проузроковати брзо ширење крвних судова ако се нивои угљен-диоксида пребрзо врате у нормалу.  Хипервентилација се и даље користи ако је ИКП отпоран на друге методе контроле или постоје знаци хернијације мозга, јер је оштећење које хернија може проузроковати толико озбиљно да би можда било вредно сузити крвне судове чак и ако то смањује проток крви. ИКП се такође може смањити подизањем главе кревета, побољшавајући венску дренажу. Нежељени ефекат овога је да може смањити крвни притисак у глави, што доводи до смањеног и можда неадекватног снабдевања мозга крвљу.  

### Лекови
У болници, крвни притисак се може повећати како би се повећао МПП, повећала перфузија, оксигенисала ткива, уклонили отпад и на тај начин смањио оток.  Пошто је хипертензија начин на који тело тера крв у мозак, медицински стручњаци се нормално не мешају у њу када се нађе код особе са повредом главе.  Када је потребно смањити церебрални проток крви, МАП се може снизити употребом уобичајених антихипертензивних агенаса као што су блокатори калцијумових канала . 
Ако постоји нетакнута крвно-мождана баријера , може се користити осмотерапија ( манитол или хипертонични физиолошки раствор ) за смањење ИКП.
Нејасно је да ли су манитол или хипертонични физиолошки раствор бољи, или побољшавају исходе. 
Хиперактивност, немир и напади могу повећати метаболичке потребе и потрошњу кисеоника, као и крвни притисак. Иако се аналгезија и седација користе за смањење агитације и метаболичких потреба мозга, ови лекови могу изазвати низак крвни притисак и друге нежељене ефекте.  Дакле, ако је само потпуна седација неефикасна за смањење агитације, болесници могу бити парализовани лековима као што је атракуријум. Иако парализа омогућава да се церебралне вене лакше дренирају, она може прикрити знаке напада, а лекови могу имати и друге штетне ефекте.  Парализирајући лекови се уводе само ако су пацијенти потпуно седирани (ово је у суштини исто што и општа анестезија). 

### Хирургија
Краниотомија је метода бушења рупа у лобањи уз помоћ лобањских бушилица, кроз које се  уклањања интракранијалних хематома или ублажавање притиска у појединим деловима мозга.  
Пошто повишени ИКП може бити узроковани присуством туморске масе, њено уклањање  краниотомијом ће смањити повишене ИКП.  
Драстичан третман за повећан ИКП је декомпресивна кранијектомија,  у којој се део лобање уклања и тиме се дура матер шири како би се омогућило мозгу да отекне, а да се не згњечи или изазове хернијацију.  Део уклоњене кости, познат као коштани режањ, може да се ускладишти у пацијентовом трбуху и поново врати назад да би се затворила лобања када се реши акутни узрок повишеног ИКП.  Алтернативно уместо коштаног режња, може се користити синтетички материјал за замену уклоњеног дела кости (краниопластика)

### Остале мере
Како венску дренажу могу ометати спољни фактори као што су тврди оковратници за имобилизацију врата код пацијената са траумом, а то такође може повећати ИКП, уместо њих  могу се користити вреће са песком за даље ограничавање покрета врата.